# Eutaenia alboampliata
Eutaenia alboampliata är en skalbaggsart som beskrevs av Stefan von Breuning 1965. Eutaenia alboampliata ingår i släktet Eutaenia och familjen långhorningar.
Artens utbredningsområde är Laos. Inga underarter finns listade i Catalogue of Life.